# سلیم کوهستان
سلیم کوهستان (نام علمی: Anarhynchus montanus) یک پرنده زمینی با جثه متوسط از تیرهٔ سلیمان (Charadriidae) است. این نام اشتباه گرفته شده است، زیرا در زمین‌های هموار زندگی می‌کند. برخلاف اکثر سلیم‌ها، معمولاً در نزدیکی آب یا حتی در خاک نمناک یافت نمی‌شود. زیستگاه خشک با چمن کوتاه (معمولاً به دلیل چریدن) و زمین لخت را ترجیح می‌دهد. ارتفاع آن در محدوده ۵–۹ اینچ (۱۲٫۷–۲۲٫۸ سانتی‌متر) و طول آن در محدوده ۸–۱۰ اینچ (۲۰٫۳–۲۵٫۴ سانتی‌متر) و وزن آن حدود ۱۰۲ گرم است.

## پراکندگی
این گونه در دشت‌های بلند آمریکای شمالی از منتهی الیه جنوب شرقی آلبرتا و جنوب غربی ساسکاچوان تا شمال نیومکزیکو و پانهندل تگزاس و همچنین در یک مکان دورافتاده در کوه‌های دیویس در غرب تگزاس زادآوری می‌کند. حدود ۸۵ درصد از جمعیت در دره‌های سان خواکین و امپریال در کالیفرنیا زمستان‌گذرانی می‌کنند. محدوده زمستانی آن نیز در امتداد مرز ایالات متحده - مکزیک، به‌طور گسترده‌تر در سمت مکزیک گسترش می‌یابد. سلیم کوهستانی به حدود ۷۰ هکتار زمین برای زادآوری و حدود ۲۵ هکتار برای زنده ماندن در زمان‌های نازادآوری نیاز دارد.
در پایان جولای، سلیم‌های کوهستان محدوده زادآوری خود را برای یک دوره پرسه زدن پسازادآوری در پیرامون دشت‌های بزرگ جنوبی ترک می‌کنند. اطلاعات کمی دربارهٔ حرکت آنها در این زمان وجود دارد، اگرچه آنها به‌طور منظم در پیرامون والش، کلرادو و در مزارع چمن در مرکز نیومکزیکو دیده می‌شوند. در آغاز نوامبر، بیشتر آنها به سوی جنوب و غرب به سوی مناطق زمستانی خود حرکت می‌کنند. کوچ بهاره ظاهراً مستقیم و بی‌توقف است.
بیشتر از حشرات و دیگر بندپایان کوچک تغذیه می‌کند. اغلب با دام ارتباط دارد که حشرات را جذب و تحریک می‌کند.